# Hürth Park
Der Hürth Park ist ein Einkaufszentrum in der nordrhein-westfälischen Stadt Hürth.

## Beschreibung
Der Hürth-Park hat eine Verkaufsfläche von 50.500 m² und beherbergt 150 Geschäfte sowie zahlreiche Gastronomiebetriebe. Er gehört damit zu den großen Einkaufszentren in Deutschland. Dazu kommt das erste kontinentaleuropäische Multiplexkino UCI und Dienstleister wie Banken und zwei Ärztehäuser sowie eine gynäkologische Tagesklinik. Seit Juni 2013 beherbergt der Hürth Park auch eine Zweigstelle der Kfz-Zulassungsstelle und des Gesundheitsamts des Rhein-Erft-Kreises und wurde so zu einem noch höher frequentierten Anlaufpunkt im Landkreis. Durch mehrere Parkflächen und Parkhäusern mit etwa 3000 kostenlosen Parkplätzen sowie die gute Bus- und Verkehrsanbindung ist er auch über die Stadtgrenzen hinweg bekannt.

## Geschichte
Bei der Planung eines Stadtzentrums für die Orte der ursprünglichen Flächengemeinde Hürth war auch ein Einkaufszentrum geplant. Mit dem Bau der ersten Wohnsiedlungen entstand ein Provisorium, das die Firma Quelle GmbH betrieb. Das Einkaufszentrum konnte erst später unter der wirtschaftlichen Risikobereitschaft des Deutsch-Amerikanischen Unternehmers Edward J. Roberts errichtet werden, der vorher mit dem Bau des wesentlich größeren Ruhr Parks bekannt geworden war, allerdings nicht in dem von den Stadtplanern vorgesehenen großzügigen Rahmen. Der Hürth Park wurde am 30. August 1977 eröffnet. Geplant hatte das Büro RKW Rhode Kellermann Wawrowsky, das Roberts bereits vom Ruhr Park her vertraut war. Das Büro war auch an den Erweiterungen beteiligt. Er wurde mehrfach umgebaut und erweitert. Dazu kam 1990 ein UCI-Kinozentrum mit 14 Kinosälen.

## Anfahrt

### PKW
Von den Bundesautobahnen A 1 und A 4 und den innerstädtischen Hauptverkehrs- und Umgehungsstraßen Luxemburger Straße (B 265), Frechener Straße und Berrenrather-/Krankenhaus-/Friedrich-Ebert-Straße her ist der Hürth Park mehrmals ausgeschildert.

### ÖPNV
Der Hürth Park wird von den Buslinien des Stadtverkehrs Hürth im dichten Takt angefahren. Überörtliche Linien verbinden mit Frechen / Bergheim, Dormagen und (teilweise mit Umstiegen) mit Köln, Brühl und Erftstadt. Eine Straßenbahnanbindung von Hürth-Hermülheim kommend ist als Option offengehalten. Der zentrale Omnibusbahnhof von Hürth (ZOB) befindet sich an der Theresienhöhe in unmittelbarer Nähe zum Hürth Park. Mehrere Buslinien verbinden den Park mit der Stadtbahnhaltestelle in Hermülheim (714, 720, 960) und – über das „Fachmarktzentrum Eschweilerstraße“ mit weiteren Filialisten – mit der Stadtbahnhaltestelle Fischenich (718) sowie mit den Bahnhöfen Hürth-Kalscheuren (714) und Brühl (SB91).

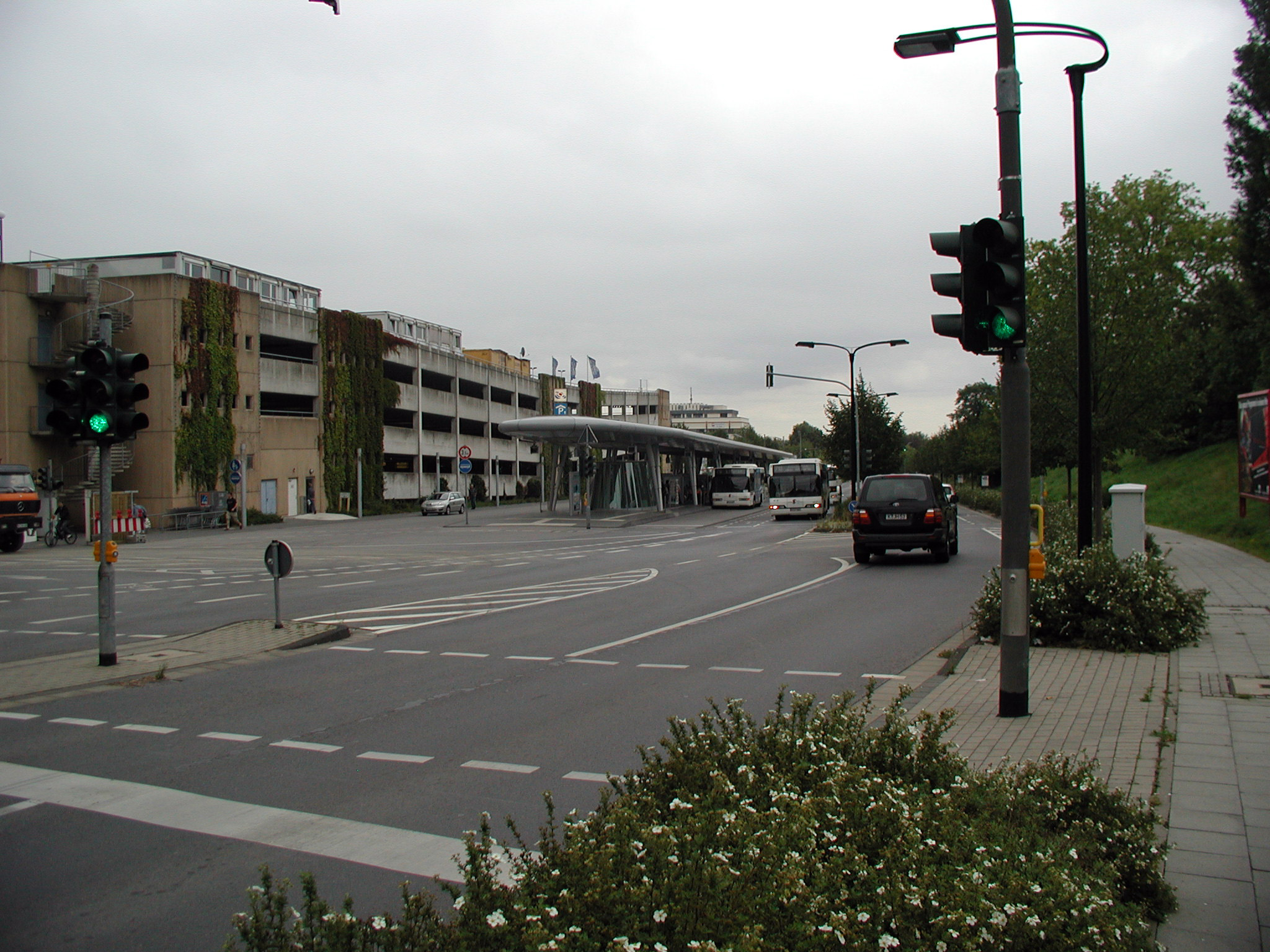
Busbahnhof
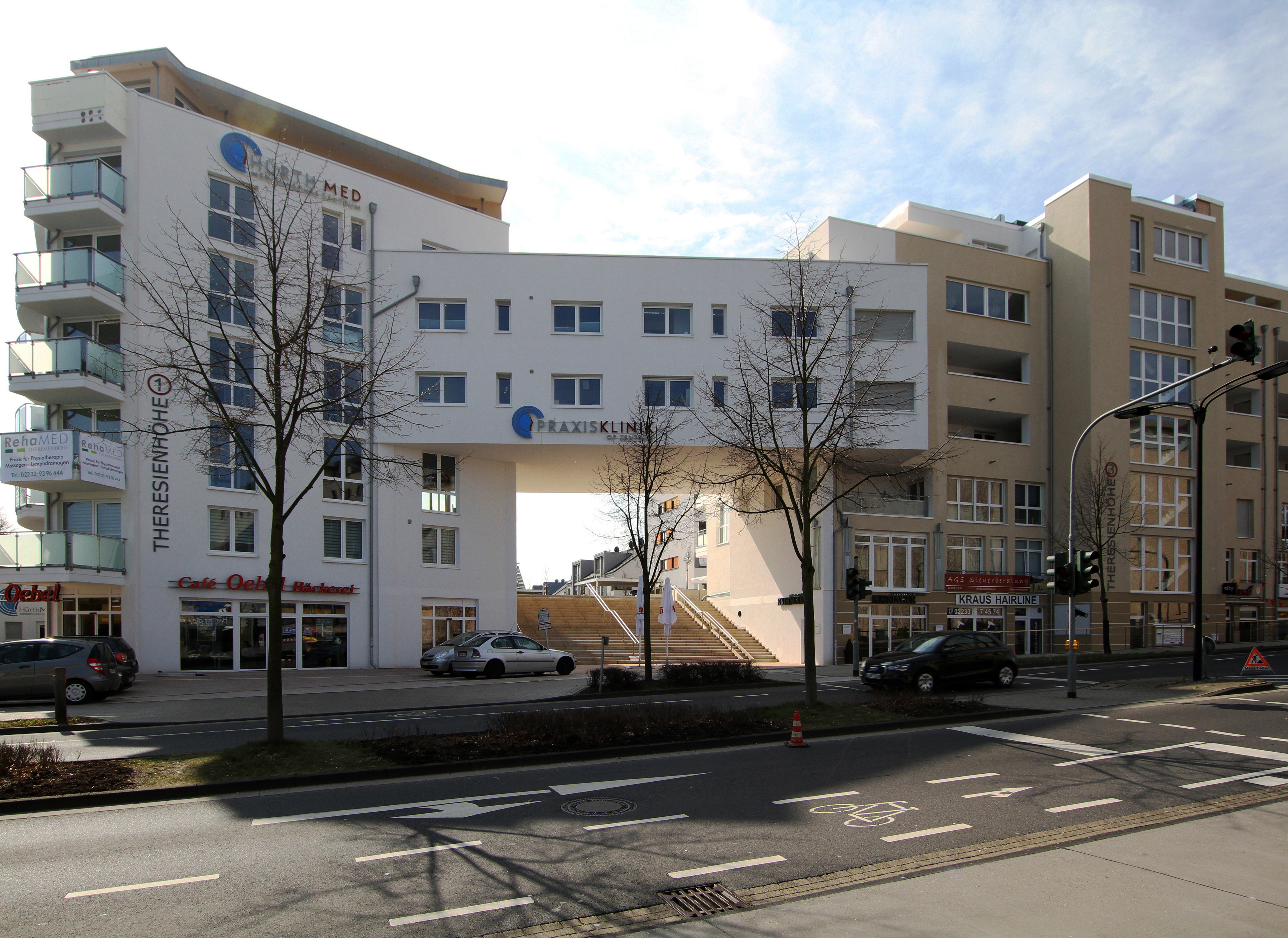
Neubauten Theresienhöhe